# Thuidium ramulosum
Thuidium ramulosum là một loài Rêu trong họ Thuidiaceae. Loài này được (Hampe) A. Jaeger miêu tả khoa học đầu tiên năm 1878.